# Terry R. Ferrell

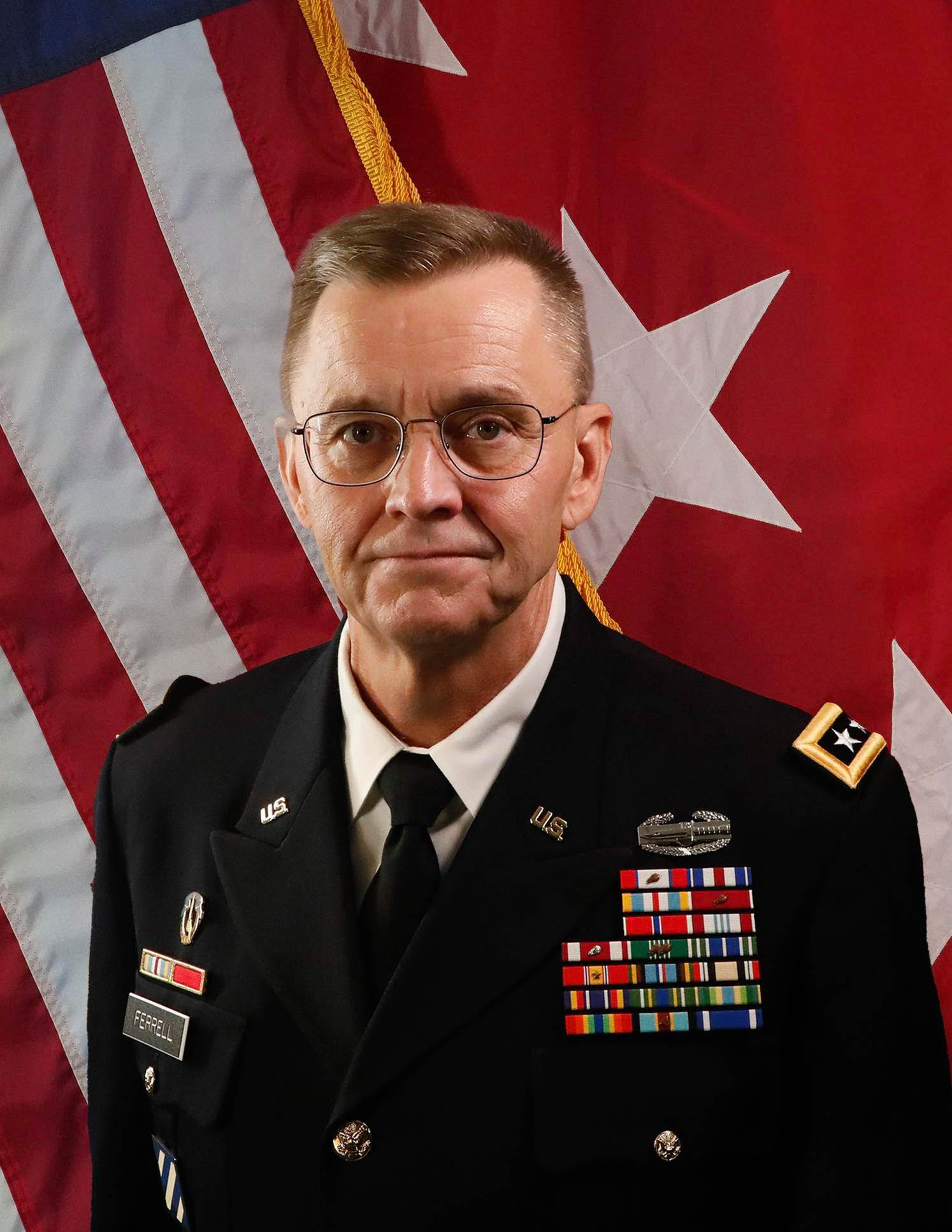
Terry R. Ferrell (2021)

Terry R. Ferrell (* 1962 in Logan, Logan County, West Virginia) ist ein pensionierter Generalleutnant der United States Army. Er kommandierte unter anderem die 3. Armee.
Terry Ferrell studierte an der Marshall University in Huntington in West Virginia und gelangte im Jahr 1984 über das ROTC-Programm in das Offizierskorps des US-Heeres. Dort wurde er als Leutnant den Panzertruppen zugeteilt. In der Armee durchlief er anschließend alle Offiziersränge bis zum Dreisterne-General.
Im Lauf seiner militärischen Karriere absolvierte Terry Ferrell verschiedene Kurse und Schulungen. Dazu gehörten unter anderem der Armor Officer Basic Course, der Armor Officer Advanced Course, das Command and General Staff College sowie das United States Army War College.
In seinen jüngeren Jahren absolvierte er den für Offiziere in den niederen Rangstufen üblichen Dienst in verschiedenen Einheiten und Standorten. Er war unter anderem an der SFOR-Mission in Bosnien und Herzegowina beteiligt. Später nahm er als Kommandeur der 2. Brigade der 3. Infanteriedivision am Irakkrieg teil. Einige Jahre später wurde er Stabschef dieser Division. Dieses Amt bekleidete er bis zum Jahr 2009. Es folgte ein Versetzung nach Südkorea, wo er Stabsoffizier bei der 2. Infanteriedivision war.
Ab 2011 kommandierte Ferrell größere Militärverbände und Organisationen. Bis 2012 kommandierte er das National Training Center in Fort Irwin in Kalifornien. Von Februar bis August 2014 hatte er das Kommando über die 7. Infanteriedivision. Danach kommandierte er die Combined Joint Task Force Horn of Africa (CJTF-HOA) in Djibouti. Von 2015 bis 2018 war Ferrell Stabschef beim United States Central Command. Danach war er dort bis 2019 in einer Beraterfunktion als Special Assistant to the Commander tätig. Im März 2019 wurde Terry Ferrell als Nachfolger von Michael X. Garrett neuer Kommandeur der 3. Armee, die auch unter dem Namen United States Army Central bekannt ist. Er behielt dieses Kommando bis zum 4. August 2021. An diesem Tag übergab er sein Amt an Ronald P. Clark und ging in den Ruhestand.

## Orden und Auszeichnungen
Terry Ferrell erhielt im Lauf seiner militärischen Laufbahn unter anderem folgende Auszeichnungen:
- Army Distinguished Service Medal (2-Mal)
- Silver Star
- Legion of Merit (2-Mal)
- Bronze Star Medal
- Defense Superior Service Medal